# Манојло Анђел
Манојло Анђел (старогрчки: Μανουηλ Αγγελος; латински: Мануел Ангелос) је био византијски племић из области око Филаделфије у западној Малој Азији. Родоначелник је анђеоске династије и прадеда царева Алексија III Анђела и Исака II Анђела.
Манојло је био патрициј 1078/1081 и имао је 4 деце са својом непознатом женом:
- Константин Анђел († око. јула 1166), византијски војсковођа, оснивач династије Анђела, оженио се Теодором Комнин, ћерком цара Алексија I Комнина и Ирине Дука.
- Никола Анђео;
- Јован Анђел;
- Михаило Анђел;